# Leroy Colquhoun
Leroy Colquhoun (Jamaica, 1 de marzo de 1980) es un atleta jamaicano especializado en la prueba de 4x400 m, en la que consiguió ser campeón mundial en pista cubierta en 2004.

## Carrera deportiva
En el Campeonato Mundial de Atletismo en Pista Cubierta de 2004 ganó la medalla de oro en los relevos de 4x400 metros, llegando a meta en un tiempo de 3:05.21 segundos, por delante de Rusia (plata) e Irlanda (bronce).